# Polski Cmentarz Wojenny w Miednoje
Polski Cmentarz Wojenny w Miednoje – polski cmentarz wojskowy w Miednoje w Rosji, wzniesiony w latach 1999–2000 z inicjatywy Rady Ochrony Pamięci Walk i Męczeństwa. Na cmentarzu, o łącznej powierzchni 1,7 ha, zlokalizowano 25 zbiorowych mogił ponad 6 300 jeńców obozu specjalnego w Ostaszkowie zamordowanych w 1940 roku przez NKWD w piwnicach Obwodowego Zarządu NKWD w Kalininie (obecnie Twer).
W latach 2005–2006 w Polsce ukazała się „Księga Cmentarna” cmentarza w Miednoje, zawierająca listę pochowanych tam ofiar zbrodni katyńskiej wraz z krótkimi biografiami (łącznie 6288 nazwisk).

## Historia

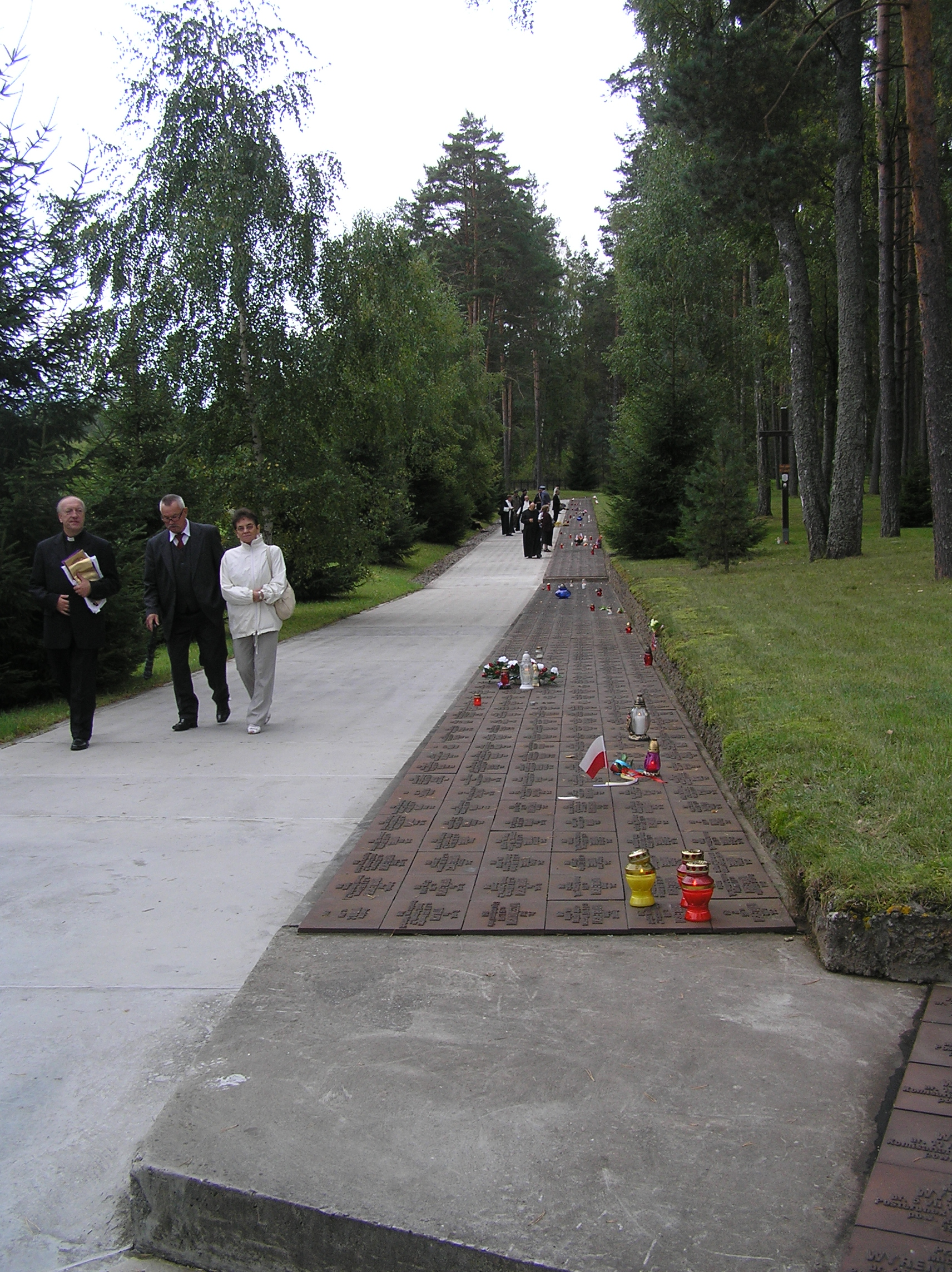
Tablice upamiętniające pomordowanych otaczające zbiorowe mogiły

11 czerwca 1995 roku na przyszłym cmentarzu w Miednoje uroczyście wmurowano akt erekcyjny oraz kamień węgielny poświęcony przez papieża Jana Pawła II. W lipcu 1995 roku rozpisano konkurs na projekt zagospodarowania przestrzennego katyńskich cmentarzy. Na konkurs wpłynęły 32 projekty; ostateczny projekt, autorstwa Zdzisława Pidka i Andrzeja Sołygi oraz Wiesława i Jacka Synakiewiczów, wybrano w październiku 1995 roku. Decyzja i formalne pozwolenie na budowę po uzgodnieniu z władzami rosyjskimi wydano 1 czerwca 1999 roku. Prace budowlane wykonały firmy polskie – odbiór nastąpił 9 sierpnia 2000 roku.
Uroczysta inauguracja cmentarza odbyła się 2 września 2000 roku, zaś parę dni wcześniej, 28 sierpnia 2000 roku, został on przekazany dyrekcji rosyjskiego Państwowego Kompleksu Memorialnego „Miednoje”, który na co dzień sprawuje nad nim opiekę. Cmentarz powstał jako trzeci z czterech założonych w latach 2000-2012 roku miejsc pochówku ofiar zbrodni katyńskiej, przy czym pozostałe to Polski Cmentarz Wojenny w Katyniu (4 421 osób, inauguracja 27 lipca 2000), jedyny o tej nazwie i takim rozszeczonym charakterze Cmentarz Ofiar Totalitaryzmu w Charkowie (4 302 Polaków i 2 746 obywateli radzieckich, inauguracja 17 czerwca 2000) i Polski Cmentarz Wojenny w Kijowie-Bykowni (3 435 osób, inauguracja 21 września 2012). Na swój cmentarz czekają jeszcze nieodnalezieni katyńczycy z tzw. Białoruskiej Listy Katyńskiej (3 870 osób).
Cmentarz jest otwarty dla zwiedzających. Każdy ze zmarłych posiada tabliczkę z imieniem, datą urodzenia, miastem pochodzenia, miejscem pracy lub służby w czasie aresztowania oraz rokiem śmierci – 1940. Wokół polskiej części cmentarza znajduje się trakt pieszy. Na każdej z 25 mogił jest postawiony krzyż. Znajdują się tam także m.in. krzyże, tabliczki lub napisy przywiezione przez rodziny zamordowanych.
W maju 2025 roku doszło do dewastacji znajdujących na cmentarzu polskich pomników (usunięto krzyż Virtuti Militari i krzyż wojny obronnej 1939).